# Hécourt (Oise)
Hécourt – miejscowość i gmina we Francji, w regionie Hauts-de-France, w departamencie Oise.
Według danych na rok 1990 gminę zamieszkiwało 111 osób, a gęstość zaludnienia wynosiła 15 osób/km² (wśród 2293 gmin Pikardii Hécourt plasuje się na 886 miejscu pod względem liczby ludności, natomiast pod względem powierzchni na miejscu 656).